# FAL ST
Die Reihe ST sind dreiteilige schmalspurige Dieseltriebzüge mit 950 mm Spurweite der süditalienischen Ferrovie Appulo Lucane (FAL).

## Geschichte
2011 bestellten die FAL bei Stadler Rail sechs dreiteilige und fünf zweiteilige diesel-elektrische Triebzüge mit den Bezeichnungen ST und SB für den Einsatz auf der Strecke Bari–Altamura–Matera/Gravina. Der Auftrag hatte inklusive Ersatzteile einen Wert von 45 Millionen Euro. Die Triebzüge wurden von 2012 bis 2014 in Betrieb genommen und dem Depot Bari Scalo zugeteilt. Nach ihrer Inbetriebnahme konnten die FAL einige M4 ausmustern.
Im Januar 2019 wurden weitere vier dreiteilige Triebzüge, mit einer Option auf den Abruf von vier weiteren Einheiten. Die Züge sollen innerhalb von 24 Monaten in Betrieb gehen.

## Beschreibung
Die Triebzüge der Reihe ST bestehen aus zwei Endtriebwagen und einem Zwischenwagen mit insgesamt 155 Sitzplätzen. Sie entsprechen den zweiteiligen Triebzügen der Reihe SB, verfügen aber über einen zusätzlichen Mittelwagen. Der Fahrgastraum ist zur Hälfte niederflurig angeordnet, luftgefederte Drehgestelle sorgen für einen angenehmen Reisekomfort. Im Mittelwagen befindet sich ein behindertengerechtes WC. Über den beiden Motordrehgestellen ist die Antriebsausrüstung angeordnet, die aus je einem Sechszylinder-Cummins-Dieselmotor von 395 kW Leistung  mit Euro-IIIA-Abgasnorm besteht. Die Triebzüge können vielfachgesteuert in Zwei- oder Dreifachtraktion verkehren.